# 陶拱圣
陶拱圣，南昌人，是一名明朝政治人物。举人出身。
陶拱圣曾于万历三十三年(1605年)接替徐震任延平府知府一职，万历三十五年(1607年)由薛藩接任。